# Allgemeiner Rettungsverband
Der Allgemeine Rettungsverband (ARV) ist eine am 20. Januar 1973 in Unterhaching gegründete  Hilfsorganisation im Bereich der Notfallhilfe und darüber hinaus als Organisation der freien Wohlfahrtspflege und Mitglied im Deutschen Paritätischen Wohlfahrtsverband im Bereich der sozialen Dienste tätig. Regionale Schwerpunkte der Aktivitäten des ARV sind die Bundesländer Bayern und Baden-Württemberg, Verbandsstrukturen bestehen darüber hinaus in Hessen, Niedersachsen und Schleswig-Holstein.
Der ARV ist regional unterschiedlich in verschiedenen Aufgabenfeldern tätig. Hierzu zählen in der medizinischen Hilfeleistung unter anderem die Breitenausbildung in Erster Hilfe, die Durchführung von Sanitätswachdiensten und Streckensicherungen bei Veranstaltungen, sowie die Mitwirkung im Zivil- und Katastrophenschutz. Im sozialen Bereich nimmt der ARV unter anderem Aufgaben in der ambulanten Pflege, der Sozial- und Pflegeberatung, der rechtlichen Betreuung sowie der Kinder- und Jugendarbeit wahr. Darüber hinaus bieten die einzelnen Verbände vor Ort beispielsweise einen Medikamentenbringdienst, einen Mahlzeitenservice, Unfallfolgedienst sowie einen Hausnotruf als weitere Dienstleistungen an.
Die Organisation hat ihren Sitz in Leimen (Baden).